# امبودیمانانگا، امبانجا
امبودیمانانگا، امبانجا (به لاتین: Ambodimanga, Ambanja) یک منطقهٔ مسکونی در ماداگاسکار است که در دیانا (ماداگاسکار) واقع شده‌است.

## خصوصیات
امبودیمانانگا ۵٬۷۲۹ نفر جمعیت دارد و ۳۷۳ متر بالاتر از سطح دریا واقع شده‌است.